# 考龙乔尔尧
考龙乔尔尧，是匈牙利诺格拉德州所辖的一个村。总面积12.54平方公里，总人口1574，人口密度125.5人/平方公里（2011年1月1日）。